# Отжиг хлебного вина

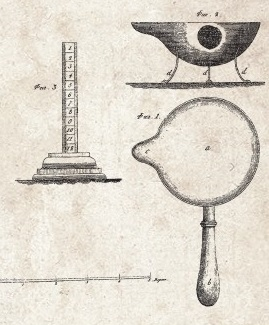
Отжигательница начала XIX века

Отжиг хлебного вина — способ определения крепости водки в Российской империи. Название происходит от технологии измерения с помощью выжигания алкоголя.
В процессе отжига хлебное вино, предварительно нагрев до кипения, поджигали; крепость напитка определялась по остатку воды. На практике, отжигом обычно проверялась крепость («доброта») полугара, который определялся «таким образом, чтобы, влитая в казенную заклеймённую отжигательницу, проба онаго при отжиге выгорела в половину».
Инспектор применял котелок-отжигательницу и склянку. В котелок выливалось две склянки вина, которое затем подогревалось до появления пузырьков на дне. В этот момент вино поджигалось; по окончании горения остаток выливался обратно в склянку. Если остаток воды полностью заполнял склянку, доброта вина соответствовала эталонной. Иногда вместо склянки применялась мензурка, что позволяло оценить степень отличия крепости от полугара.
По замечанию Б. В. Родионова, наиболее надёжным считалось измерение, сделанное в серебряной отжигательнице, отсюда название «серебряного полугара».
Первым официальным документом, описывающим отжиг, является указ Петра I «О ведении в Сибири кабаков таможенным головам, а не воеводам, и об управлении питейными сборами», подписанный 22 ноября 1698 года:
...В той бочке, взяв стопку небольшую жестяную, каковы образцы посланы с метками которыя значат части, на сколько доль та стопка разделена, и наполня тем вином, вылить в малой железной или медной ковшик, и подогреть вино, зажечь и дать гореть пока угаснет и больше гореть нестанет, и остатки от того жженаго вина вылить опять в туж стопку, и смотреть по меткам половина ль угорела, или больше или меньше из всей стопки сколько доль убыло…
Более крепкое, чем полугар, трёхпробное вино (47,4 современных градуса) определялось подобно полугару, но остаток («флегма» по тогдашней терминологии) должен был составлять треть исходного объёма. Аналогично определялся «четырёхпробный спирт» (56 градусов).
Отжиг утратил своё значение с появлением в середине XIX века спиртомеров.